# Christoph Eschenbach

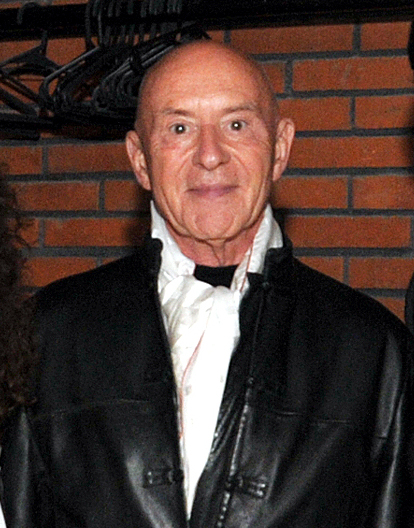
Christoph Eschenbach in 2012

Christoph Eschenbach (Breslau, 20 februari 1940) is een Duitse pianist en dirigent. Hij behoort tot de beste dirigenten ter wereld en wordt eveneens geprezen als pianist. Kenners scharen hem onder de kunstenaars uit de Duitse intellectuele traditie die dit combineren met een grote emotionele intensiteit.

## Jeugd
Eschenbach was een oorlogsweeskind en groeide op in Sleeswijk-Holstein en Aken. Hij werd opgevoed door een nicht van zijn moeder, de pianiste Wallydore Eschenbach. Haar lessen legden de basis voor zijn illustere muzikale carrière. Na zijn studie bij Eliza Hansen (piano) en Wilhelm Brückner-Rüggeberg (directie), won hij opmerkelijke pianoprijzen - zoals de ARD Competition München in 1962 en het Concours Clara Haskil in 1965 - die de weg vrijmaakten voor zijn groeiende internationale bekendheid.

## Dirigeren
Gesteund door mentoren als George Szell en Herbert von Karajan, verschoof de focus van Eschenbachs carrière steeds meer naar het dirigeren: hij was van 1982 tot 1986 chef-dirigent en artistiek directeur van het Tonhalle Orchestra Zürich en van 1988 tot 1999 muzikaal directeur van de Houston Symphony. Verder werkte hij met het NDR Symphony Orchestra, het Philadelphia Orchestra en Orchestre de Paris. Van 2010 tot 2017 bekleedde hij de functie van chef-dirigent van het National Symphony Orchestra in Washington D.C.. Ook was hij veelvuldig gastdirigent van orkesten als de Wiener Philharmoniker, de Berliner Philharmoniker, het Chicago Symphony Orchestra, de Staatskapelle Dresden en de New York Philharmonic.

## Discografie
Christoph Eschenbach heeft in de loop van vijf decennia een indrukwekkende discografie opgebouwd, zowel als dirigent als als pianist, met een repertoire van muziek van Johann Sebastian Bach tot muziek van hedendaagse componisten. Hij is bekroond met de Chevalier de la Légion d'Honneur en is Commandeur des Arts et des Lettres. Ook kreeg hij Duitse Federale Kruis van Verdienste en de Leonard Bernstein Award.